# Femme peintre

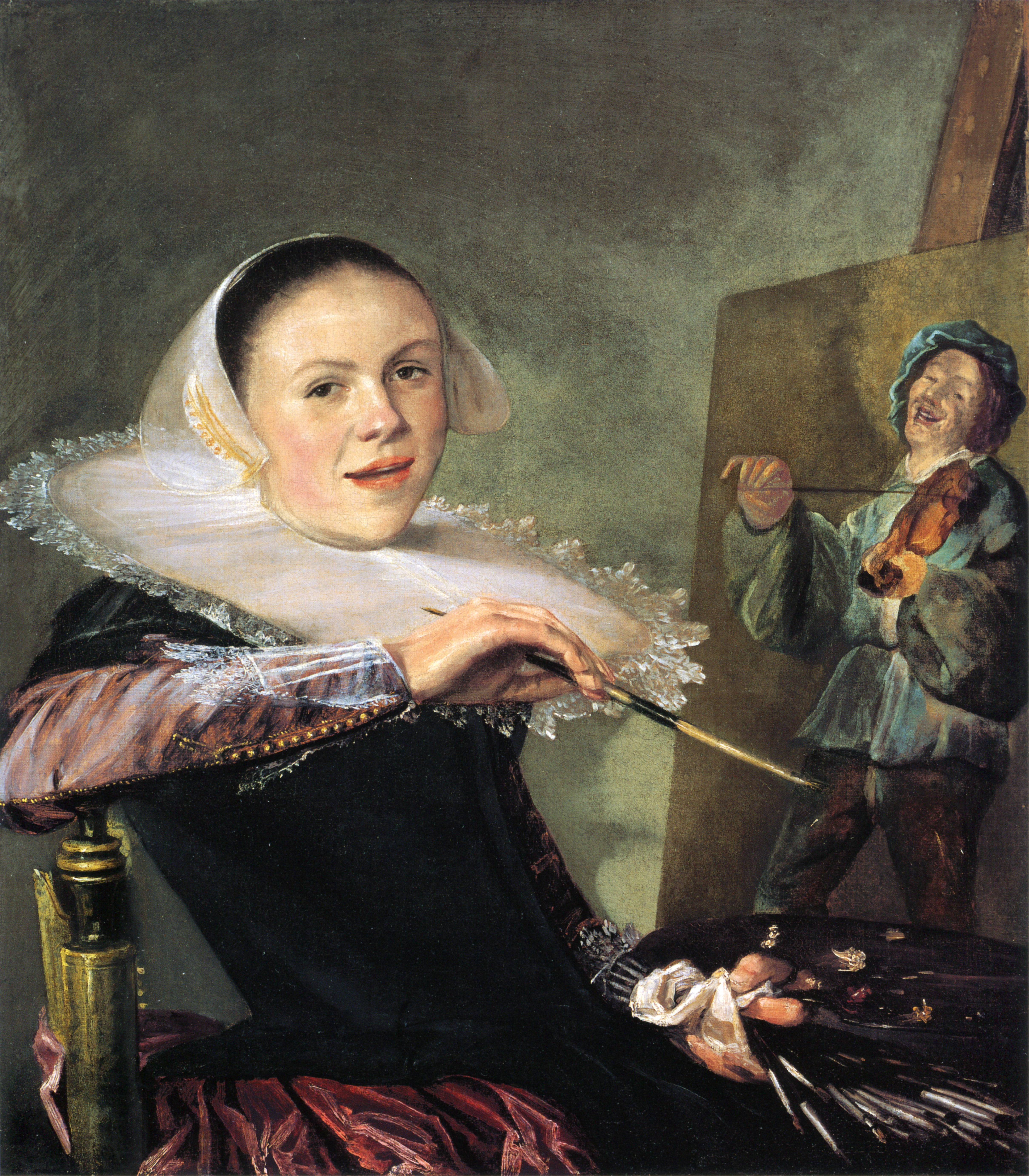
Autoportrait de Judith Leyster (1609-1660).

Une femme peintre ou une peintresse est une artiste peintre de sexe féminin. Identifiées dès l'Antiquité, des femmes pratiquèrent la peinture à toutes les époques, mais furent plus ou moins marginalisées selon les périodes.
À partir des années 1970, la recherche universitaire, étudiant la contribution des femmes dans l'art et dans la peinture, révise un certain nombre d'attributions d'œuvres jusque-là portées au crédit d'hommes.

## Mythologie
Les Anciens attribuaient la première idée de la peinture à Callirrhoé, fille du potier Dibutades, qui aurait dessiné sur un mur le profil de son amant en suivant l'ombre projetée par la lumière d'une torche. Cette anecdote fournit un thème à la peinture du Moyen Âge au XVIIIe siècle notamment par Jean-Baptiste Regnault au Salon des Nobles du Château de Versailles, par Robert Tournières, Jean-Louis Ducis, Joseph-Benoît Suvée.

## Antiquité
« Pinxere et mulieres » (Les femmes aussi ont peint) remarque Pline l'Ancien. Il cite les noms de Timarété, fille du peintre Micon, à laquelle il attribue une Diane conservée à Éphèse, d'Irène, fille du peintre Cratinus, d'Aristarété, fille et élève de Néarque, de Lala de Cysique (ou Iaia) , célèbre à Rome pour ses portraits de femme et dont les œuvres se vendaient plus cher que celles de ses collègues masculins, de Marsia, « la plus célèbre portraitiste de son temps », et d'« une certaine Olympias » qui aurait eu des élèves.
Dans le dernier quart du XXe siècle, Yves Véquaud relevait qu'en Inde, « depuis trois mille ans, les femmes de Mithila — et seulement les femmes — exécutent les peintures vouées aux dieux et déesses du panthéon hindou. Il n'est donc pas exagéré de penser que cette forme d'expression artistique reflète l'une des parts les plus authentiques de la civilisation indienne ». Ce n'est que de nos jours, pour répondre à la demande commerciale, que des hommes y ont été impliqués.

## Moyen Âge
La plupart des œuvres d'art du Moyen Âge sont anonymes. On trouve la trace de femmes dans les ateliers d’enluminure comme celui de Jeanne de Montbaston, épouse de Richard, copiste parisien au XIVe siècle. Le nom de Guda « pécheresse peintre et écrivain » se lit dans un manuscrit du XIIe siècle, un Homéliaire sans doute exécuté dans un monastère rhénan. On sait également que les religieuses étaient copistes et enlumineuses comme les moines.

## Renaissance

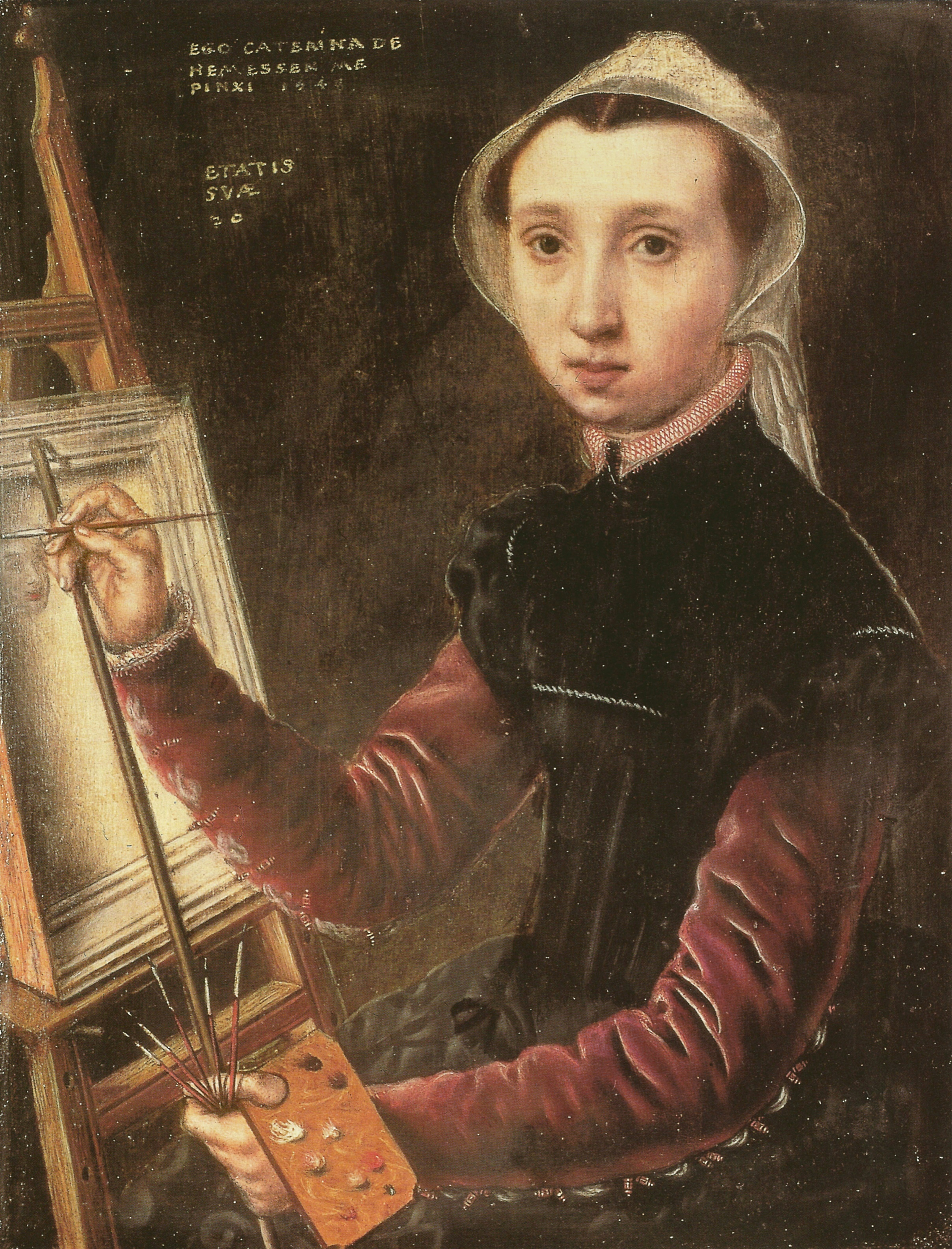
Le premier autoportrait connu d'une femme peintre est celui, daté de 1548, de la Flamande Catharina van Hemessen (1528-1587).

À la Renaissance, la sœur dominicaine florentine Plautilla Nelli (1524-1588) est la première femme peintre dont parle Vasari dans ses Vies d'artistes. Élève de Fra Bartolomeo, on lui doit de nombreux tableaux de dévotion et une fresque de sept mètres de long, la Dernière Cène à la basilique Santa Maria Novella de Florence.

Pendant la Renaissance, de nombreux peintres enseignèrent leur art à leurs filles, qui quelquefois épousèrent d'autres peintres, mais même si leur compétence était reconnue et quelle que soit leur participation à des œuvres, elles ne pouvaient accéder au statut de maître. Les règlements des corporations et les coutumes en général n'autorisent pas les femmes à diriger un atelier[réf. souhaitée]. Il ne sera sans doute jamais possible de savoir ce qui est de leur main dans les œuvres sorties des ateliers. Marietta Robusti, la fille du Tintoret, fut une portraitiste célèbre. Son père s'opposa à ce qu'elle fût nommée peintre de la cour de Maximilien d'Autriche et de Philippe II d'Espagne[réf. souhaitée]. On possède d'elle différentes toiles, tandis que d'autres lui sont attribuées. Sous le nom de Marie (la) Tintorette, son histoire où elle figure comme modèle d'amour filial devient un motif de peintures, romans et opéras romantiques au XIXe siècle. Levina Teerlinc fut une miniaturiste appréciée des monarques Tudor ; à la fin de la Renaissance, Sofonisba Anguissola devint peintre officiel de la cour d’Espagne de Philippe II. Lavinia Fontana fit carrière à Rome. En Flandres la veuve de Pierre Brueghel l'Ancien fit fonctionner l'atelier après la mort du peintre en 1569 jusqu'à ce que Pierre Brueghel le jeune le reprenne en 1584.

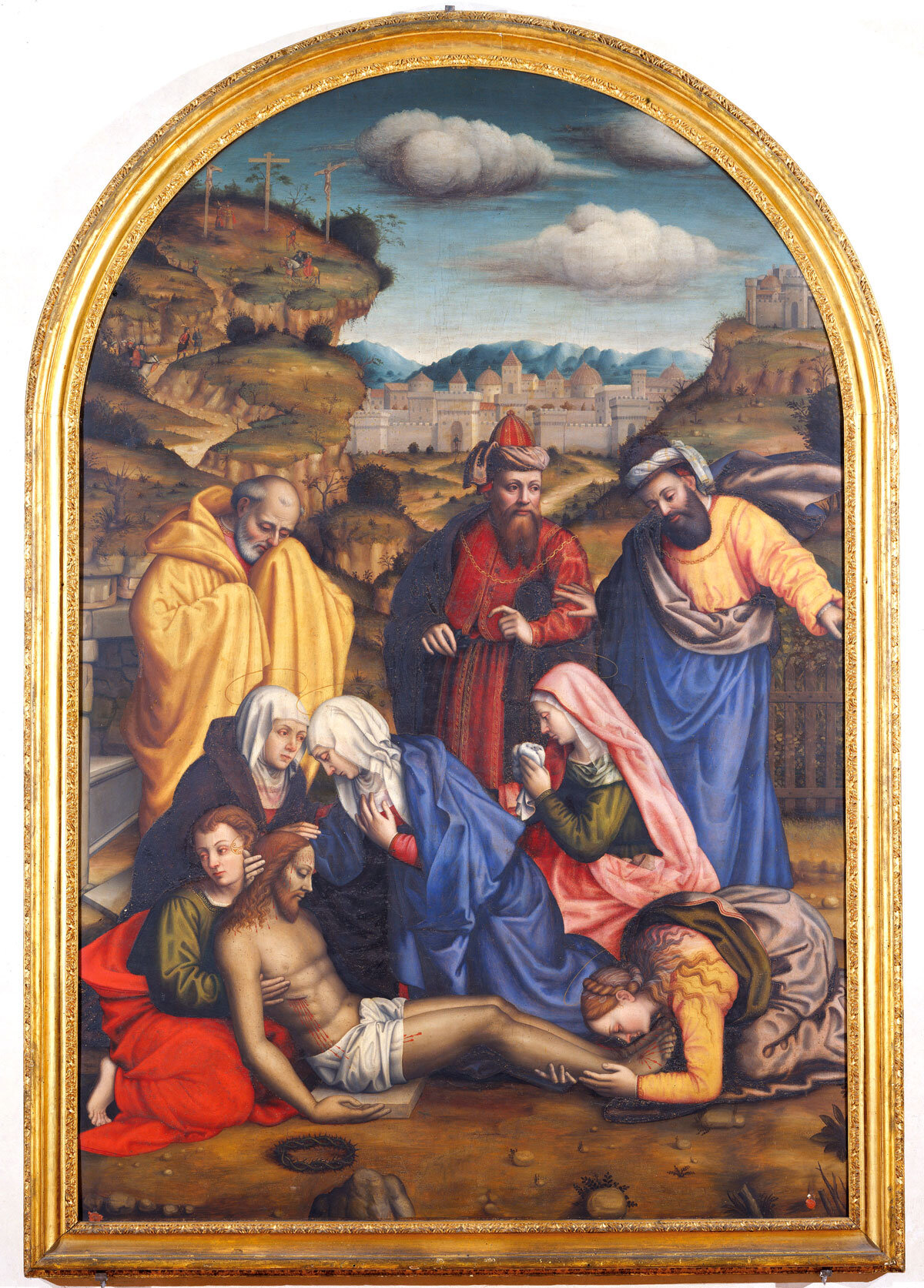
Plautilla Nelli, Lamentations, v. 1550.
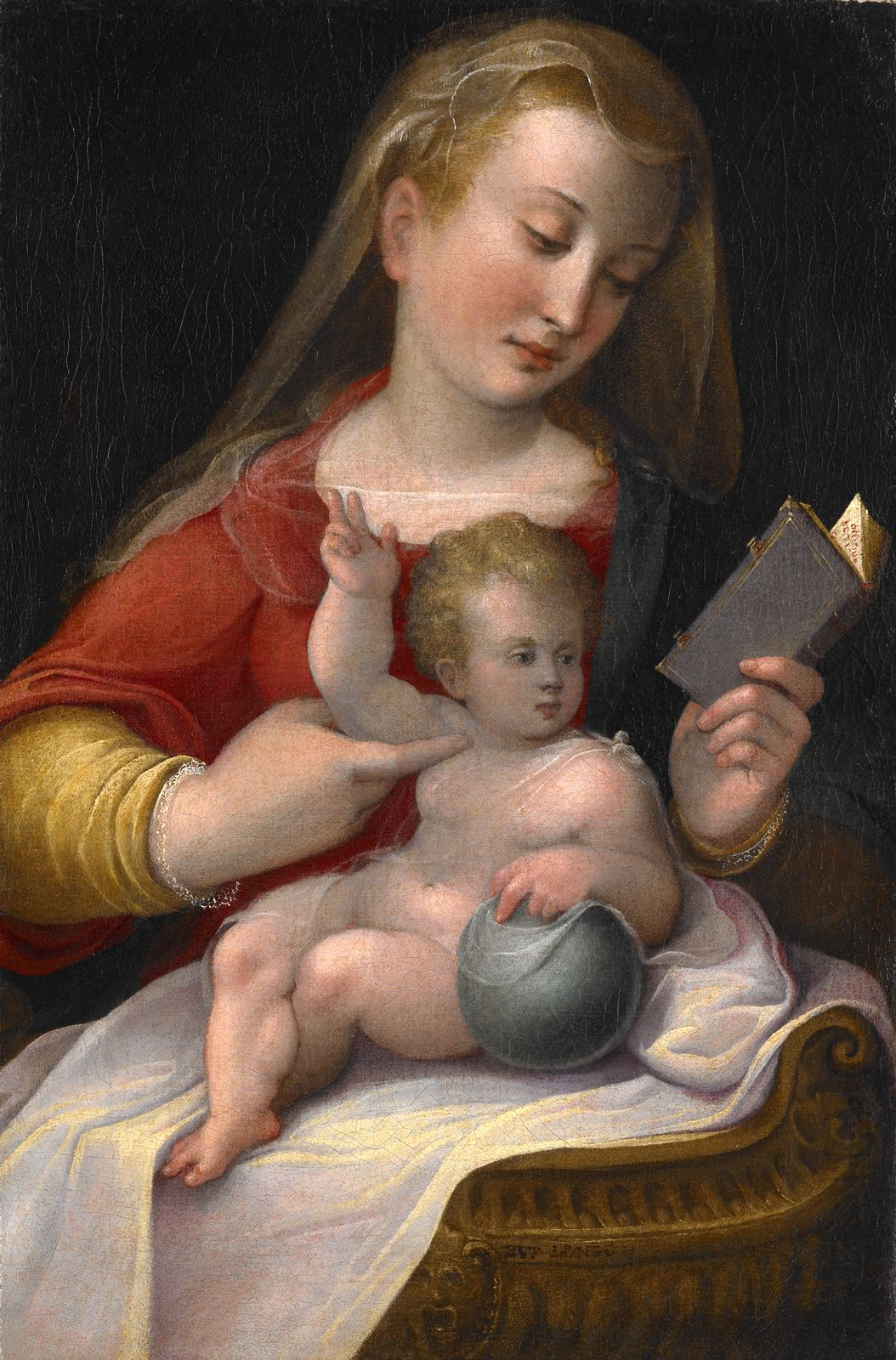
Barbara Longhi, Vierge à l'Enfant, v. 1580.
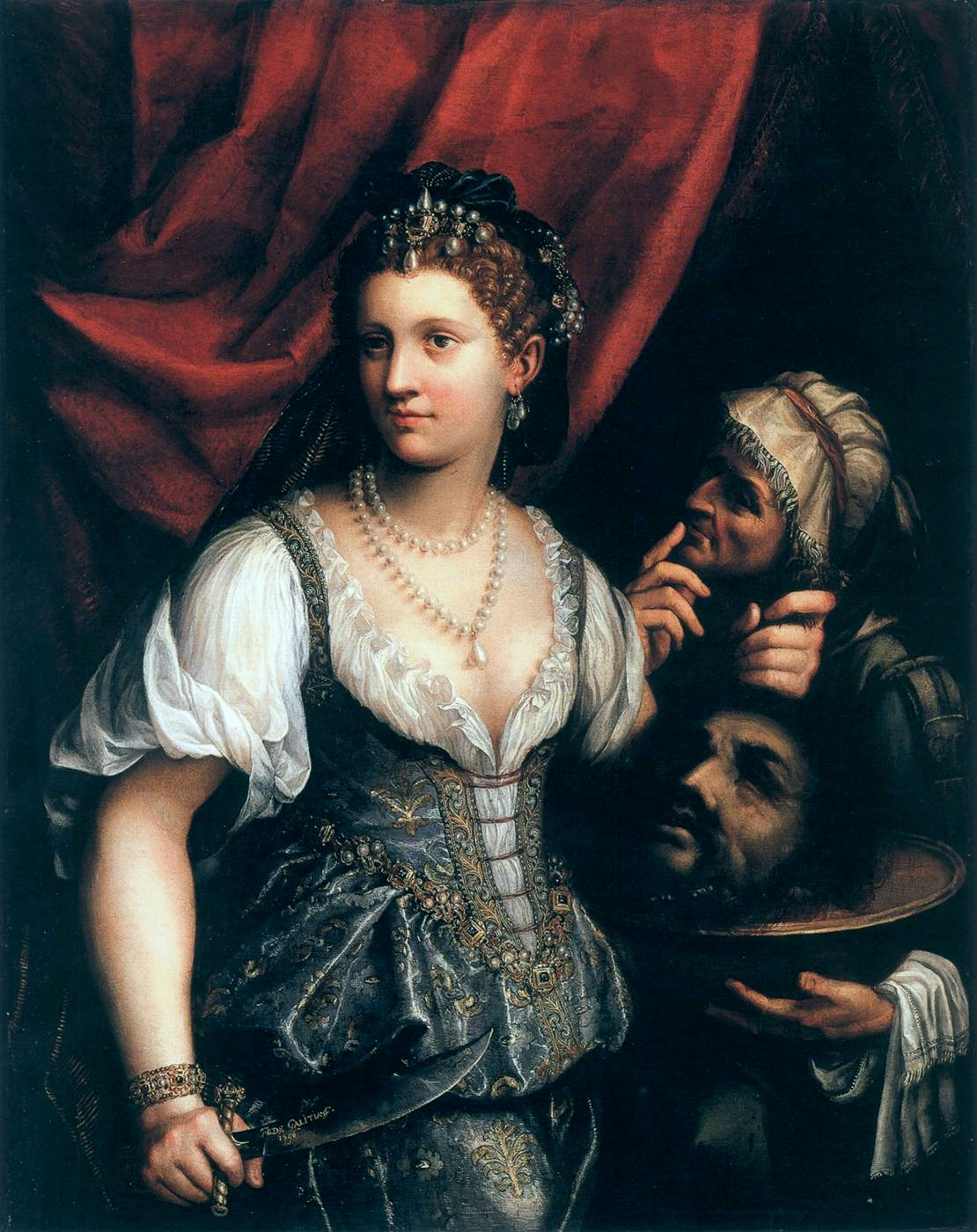
Fede Galizia, Judith et Holopherne, 1596.
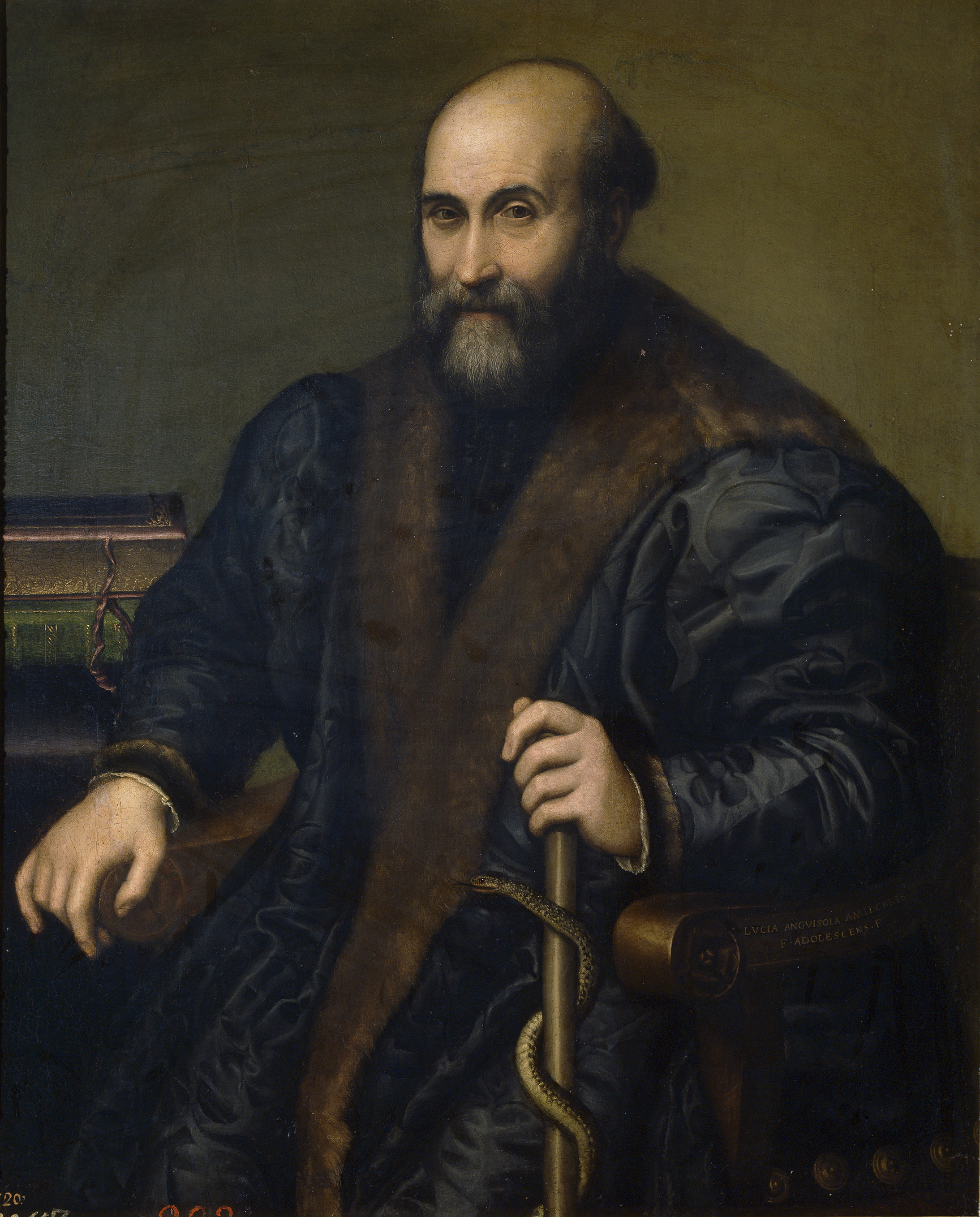
Lucia Anguissola, Docteur de Crémone, 1557.

## XVIIesiècle

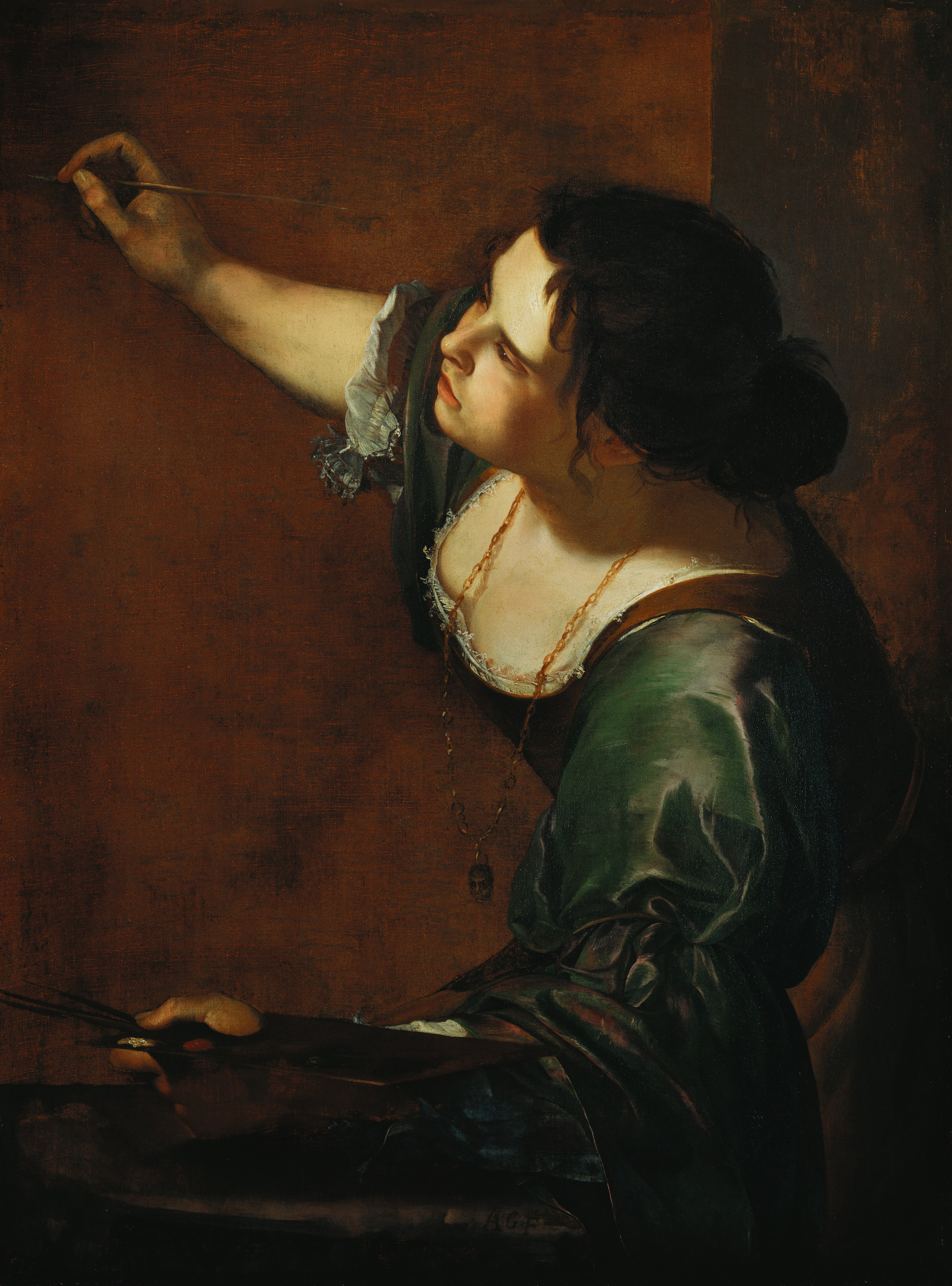
Autoportrait de Artemisia Gentileschi en allégorie de la peinture (1593-1652).

Dès le début du XVIIe siècle l’Italie s’impose comme un foyer particulièrement fécond pour les artistes femmes. Plusieurs d’entre elles pratiquent la peinture d’histoire alors au sommet de la hiérarchie des genres. Artemisia Gentileschi, fille du peintre Orazio Gentileschi chez qui elle commence son apprentissage, fut une grande artiste, vivant de son travail de peintre. Les limites imposées aux femmes à son époque marquent son histoire : l'enseignement artistique de l'Académie de Saint-Luc de Rome était fermé aux femmes ; son père la confia à son collègue Le Tassin qui la viola. Cependant, les commanditaires reconnurent son talent. Sa carrière, dans le courant caravagesque, se déroula à Rome, à Naples, à Florence, à Venise et en Angleterre. Toujours en Italie, Elisabetta Sirani (1638-1665) de Bologne obtint finalement une reconnaissance publique avec sa réception à l’Accademia di San Luca. Au Portugal, l’Espagnole Josefa de Óbidos s’imposa également comme peintre d’histoire particulièrement prolifique. Chose rare, elle dirigeait un atelier composé d'hommes dans la ville d'Óbidos. 
Au sein des écoles du nord, Judith Leyster est célèbre pour ses scènes de genre populaires. Néanmoins, plusieurs femmes de talent se distinguent en tant que peintres de natures mortes. La flamande Clara Peeters est reconnue pour ses tables servies là où la néerlandaise Maria van Oosterwijk l’est pour ses peintures de fleurs. La France connaît aussi une représentante renommée dans ce genre, Louise Moillon. Issue d'une famille de peintres protestants, elle se spécialisa, de 1630 à son mariage en 1640, dans les natures mortes aux fruits, parfois accompagnées de figures.  
En France, l'Académie royale de peinture et de sculpture reçoit pour la première fois une femme, Catherine Girardon en 1663, quinze ans après sa création et huit ans après le règlement de son différend avec la corporation, où la maîtrise était réservée aux hommes. Élisabeth-Sophie Chéron, portraitiste protestante convertie au catholicisme, y entra en 1672. L'Académie reçut quinze femmes au cours de son siècle et demi d'existence ; elle n’en admit pourtant aucune comme « peintre d'histoire », genre supérieur qui seul donnait accès au titre de professeur.

La gravure connait quelques représentantes comme Claudine Bouzonnet-Stella et Anna Waser, tout comme l’aquarelle avec Gesina Ter Borch.

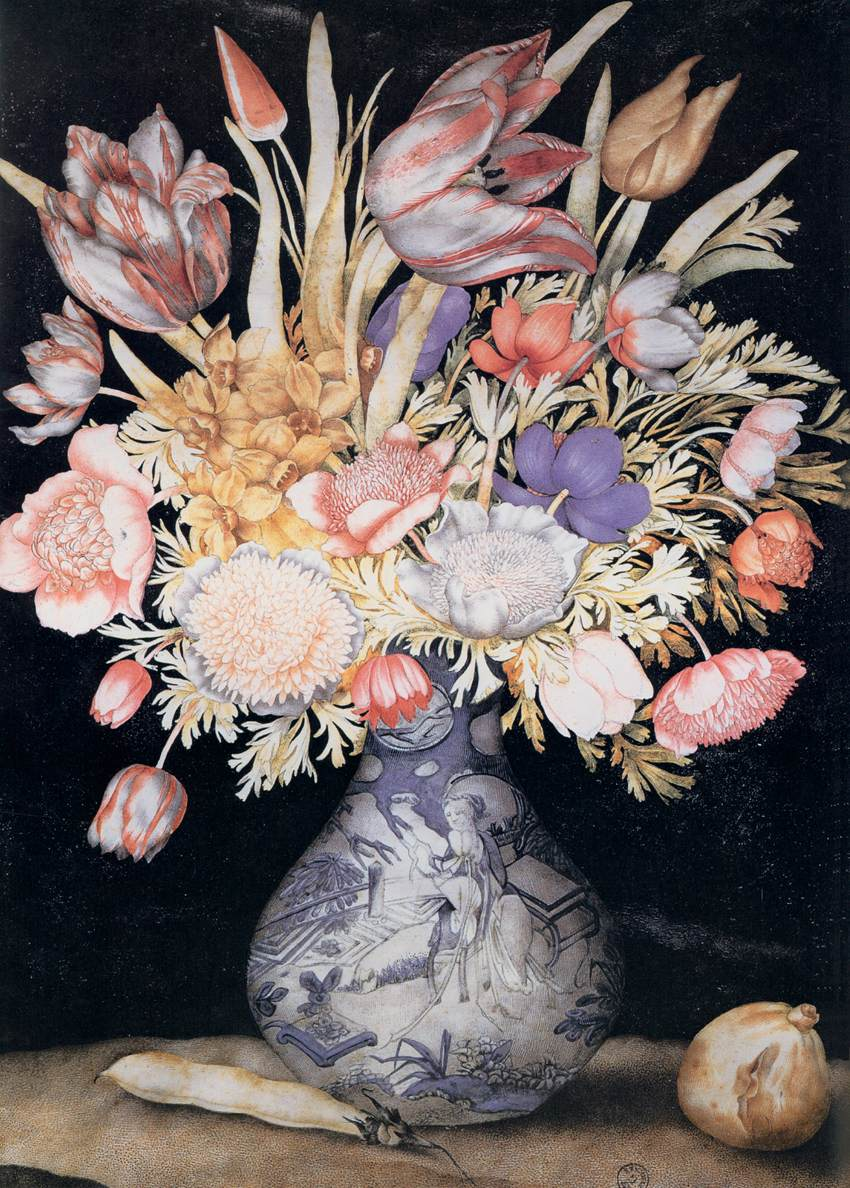
Giovanna Garzoni, Fleurs dans un vase chinois, 1625-1650.
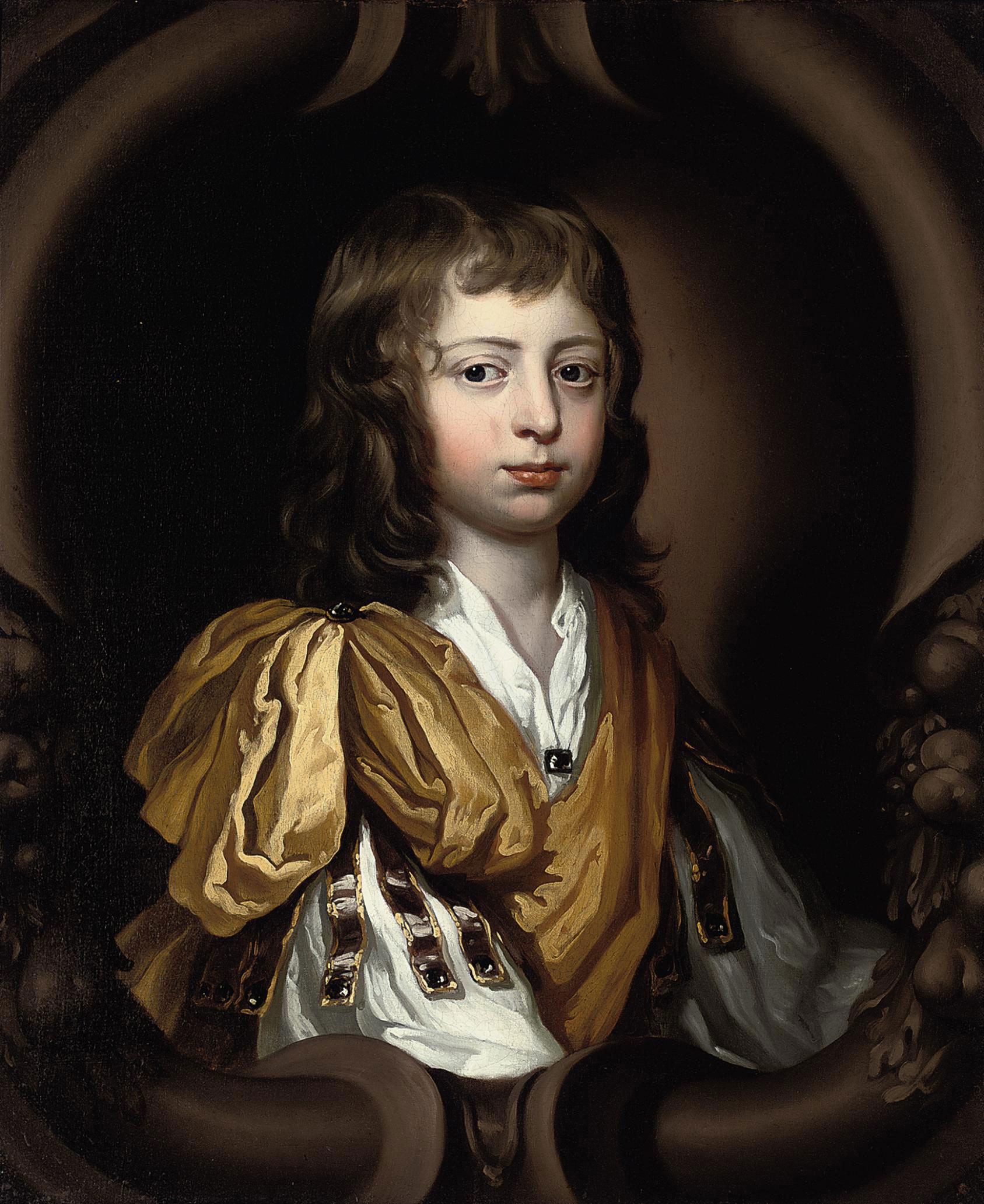
Mary Beale, Portrait de Richard Gulston, 1680.
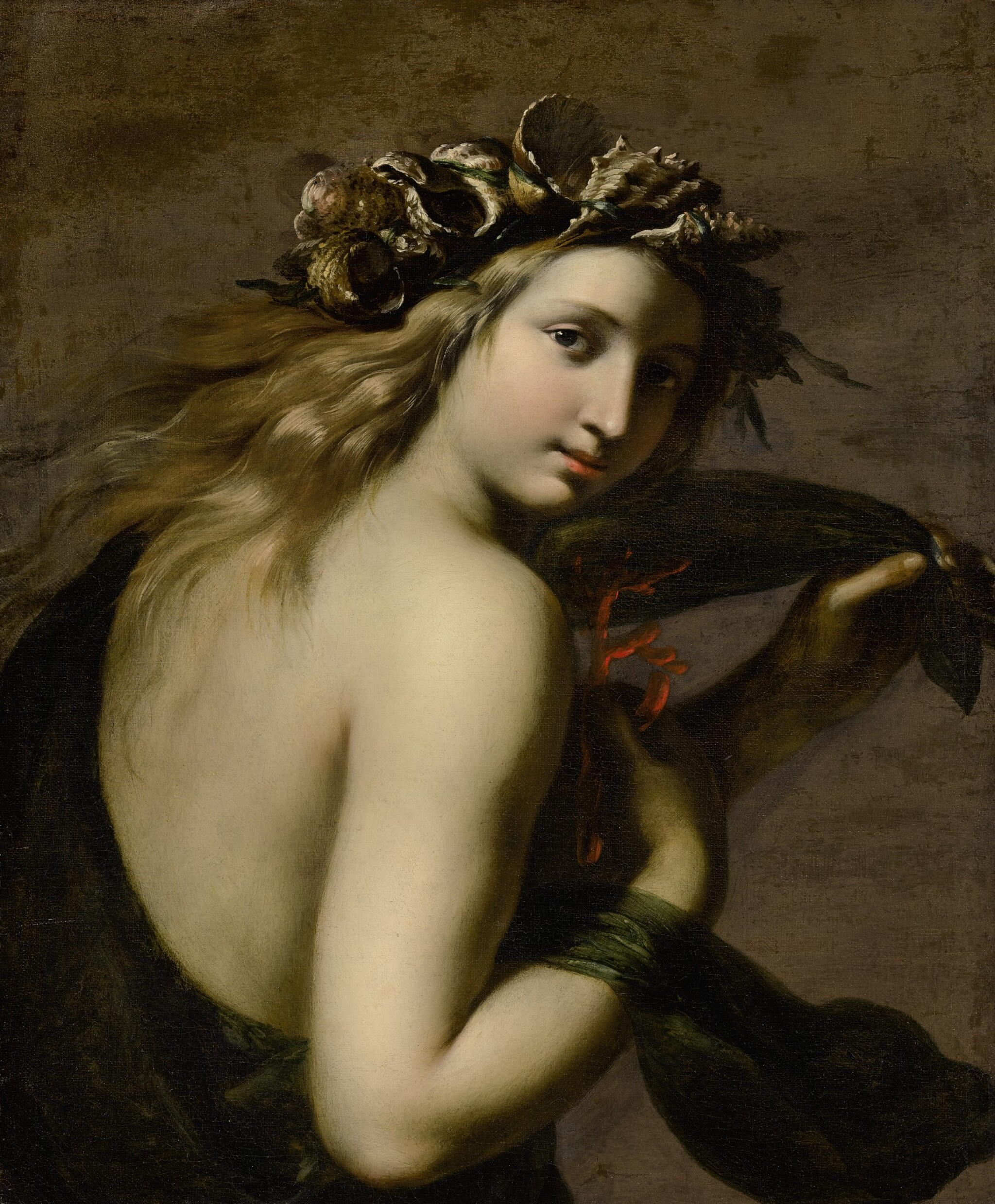
Ginevra Cantofoli, Nymphe, v. 1650.
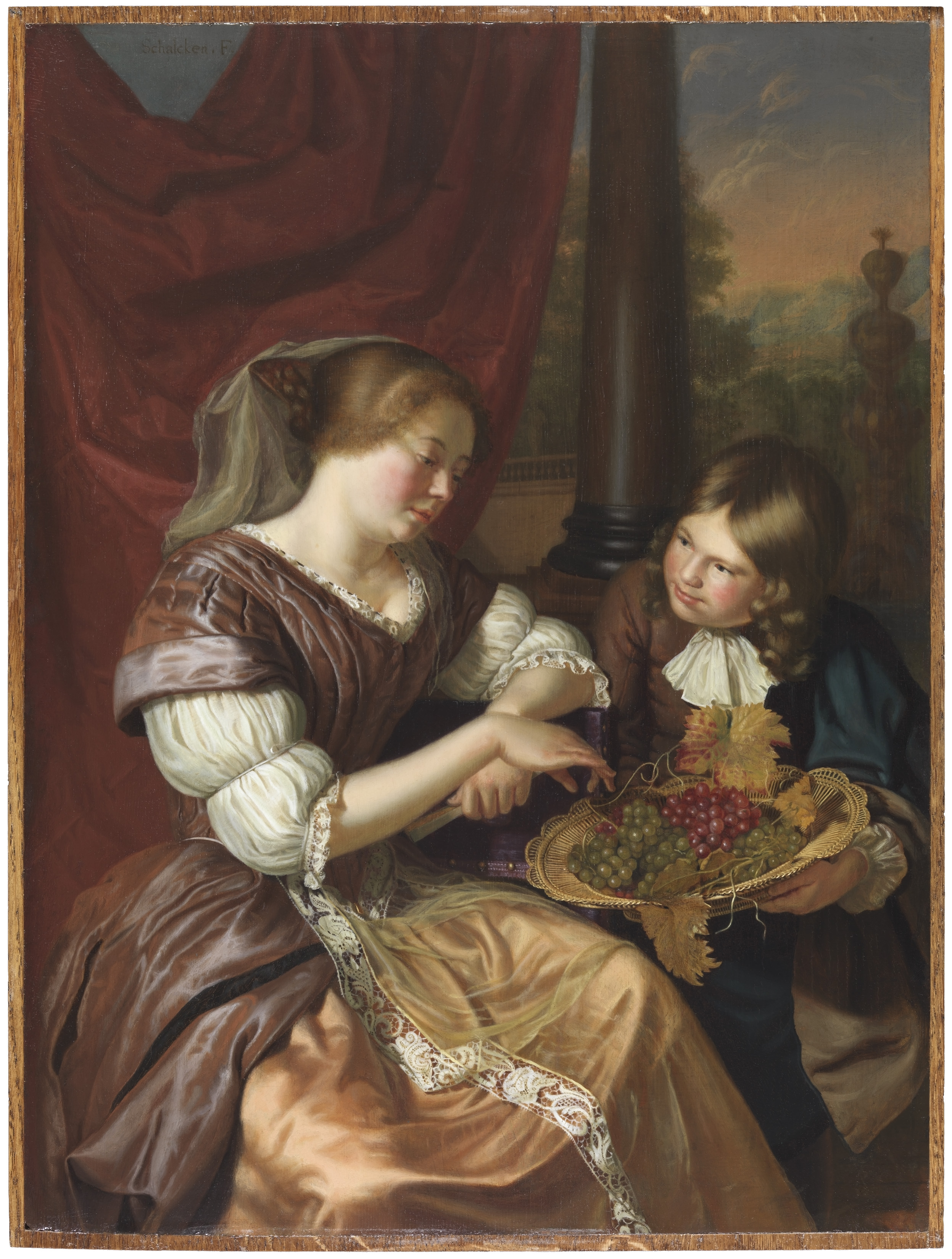
Maria Schalcken, Un garçon offrant des raisins à une femme, v. 1675-1682.
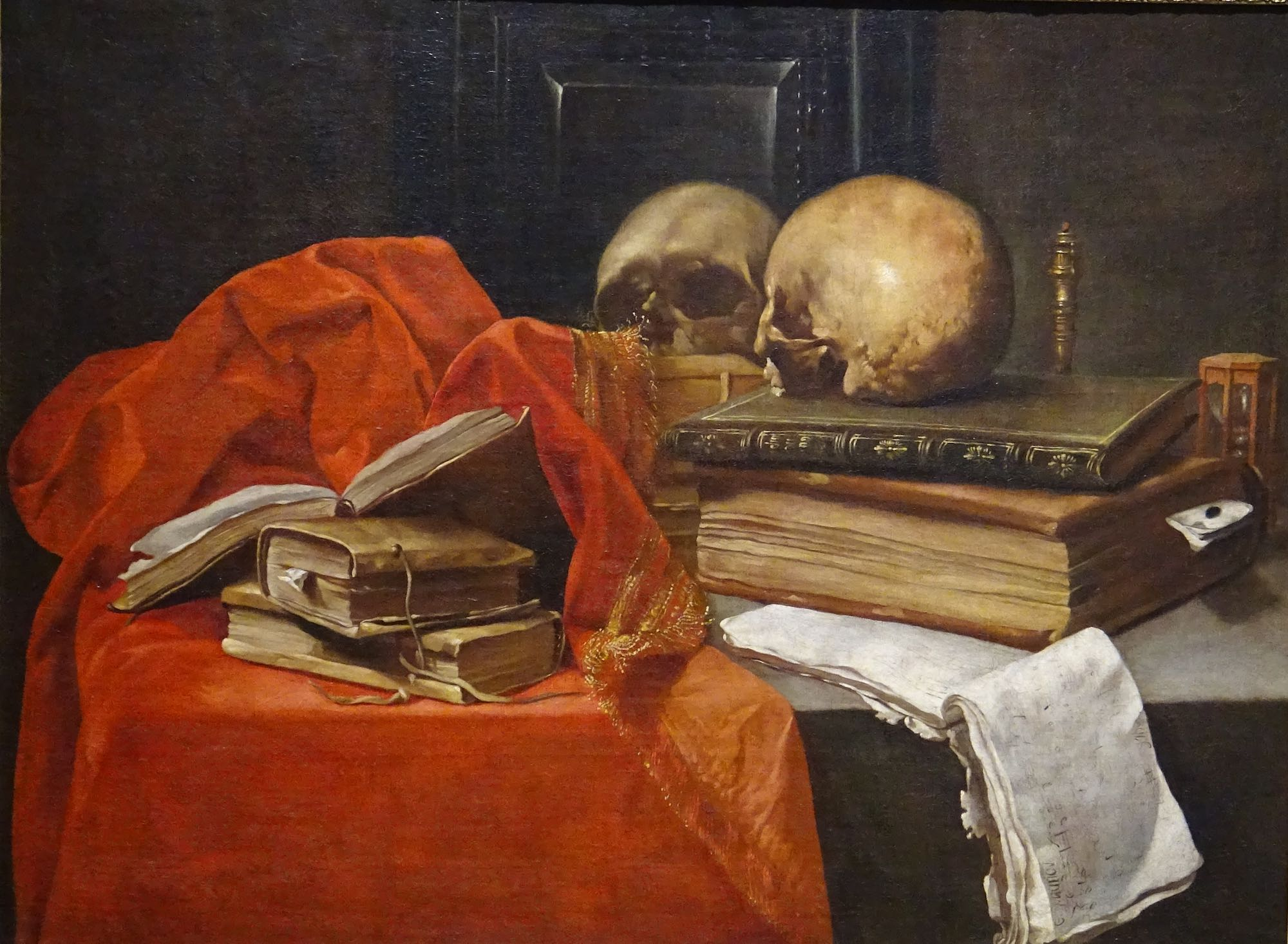
Madeleine Boullogne, Vanité, fin du XVIIe siècle.
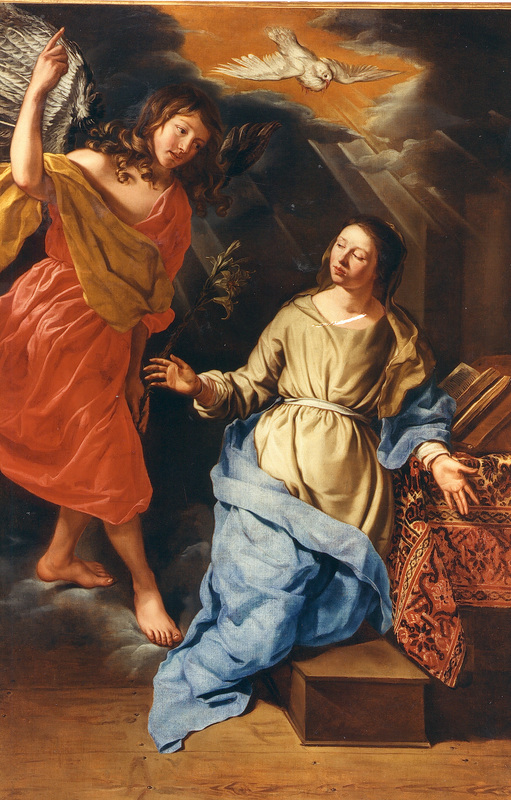
Michaelina Wautier, Annonciation, 1659.
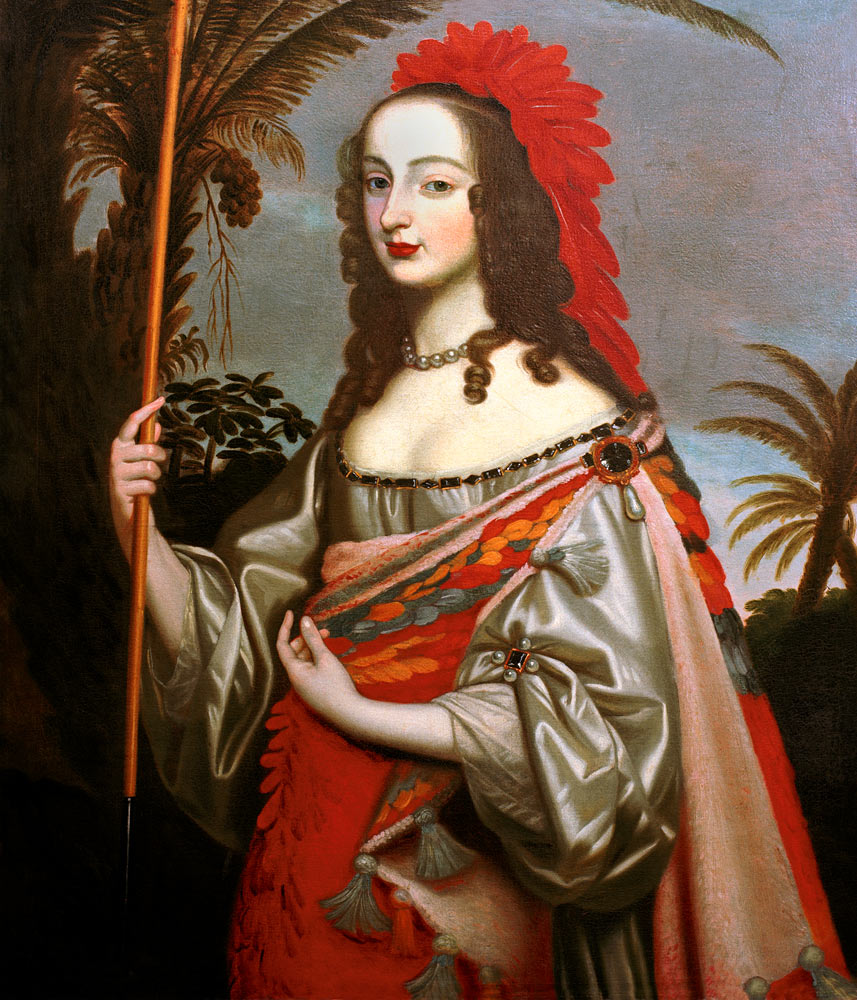
Louise Hollandine du Palatinat, Portrait de Sophie de Hanovre en Indienne, v. 1644.
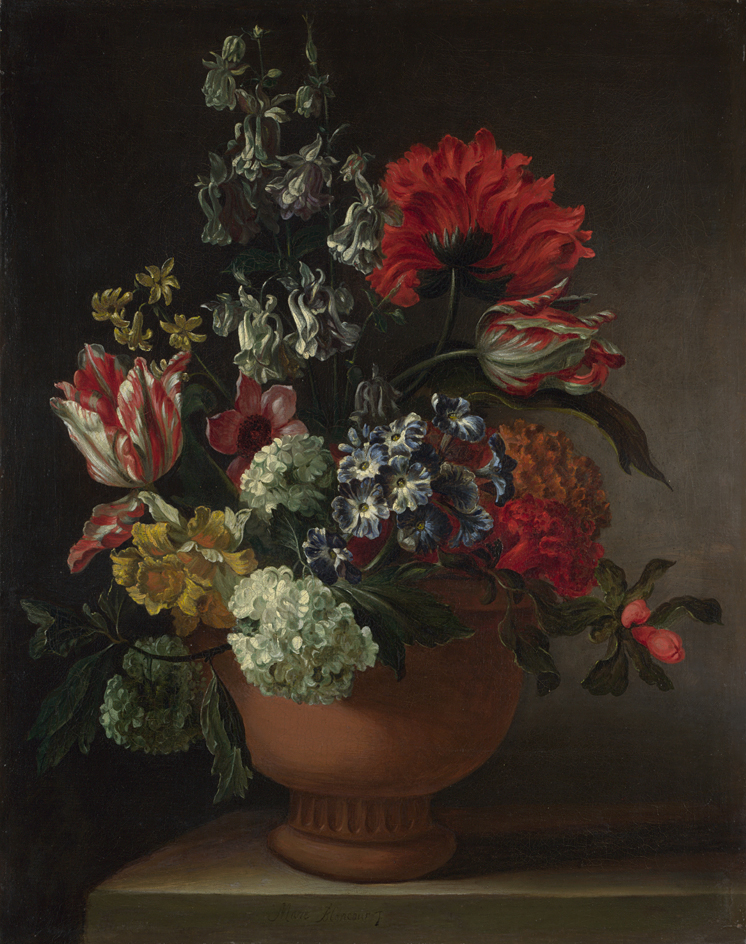
Marie Blancour, Fleurs dans un vase en terre, v. 1650.
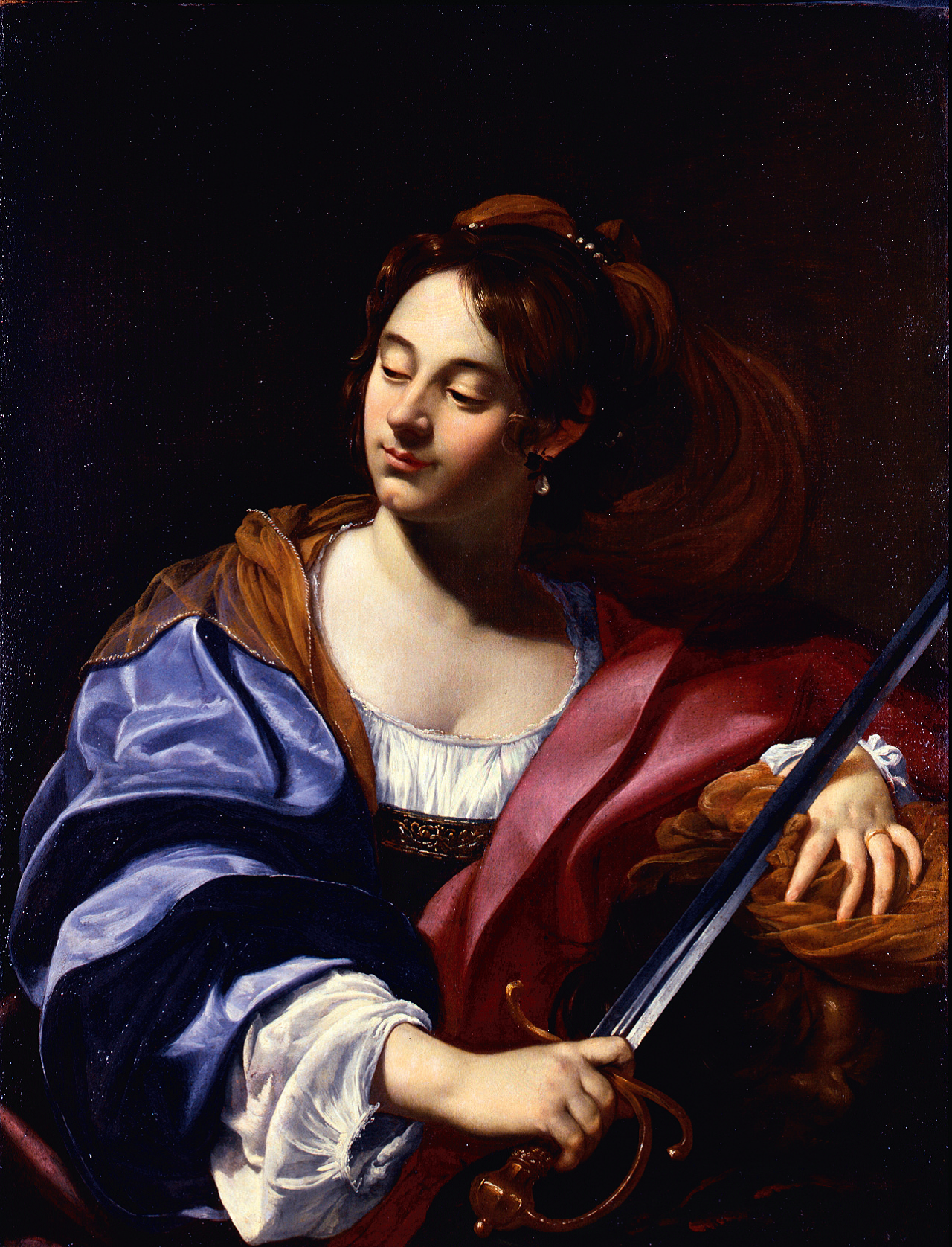
Virginia Vezzi, Judith et Holopherne, 1624-1626.

## XVIIIesiècle

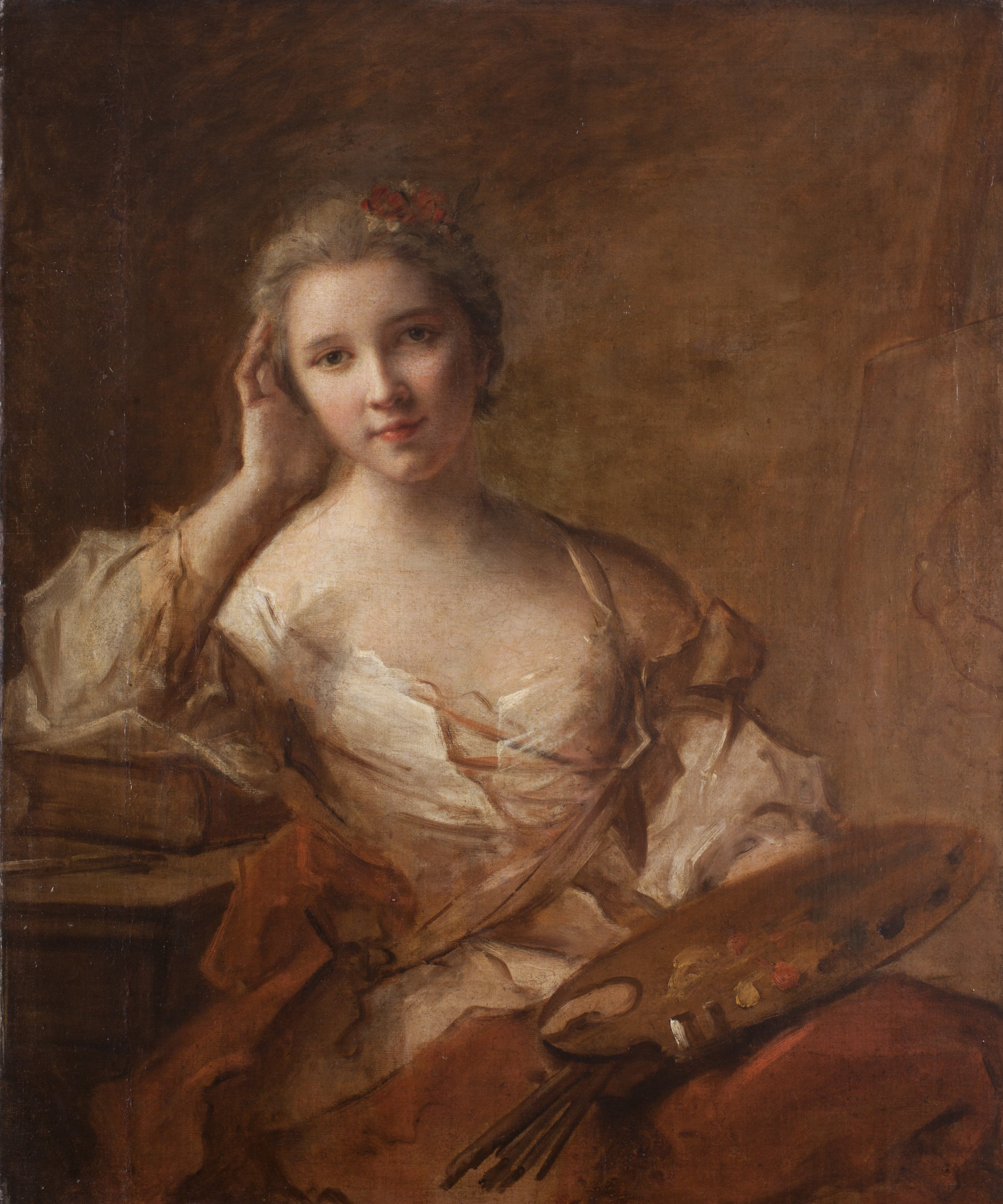
Portrait de jeune femme en allégorie de la Peinture, par Jean-Marc Nattier.

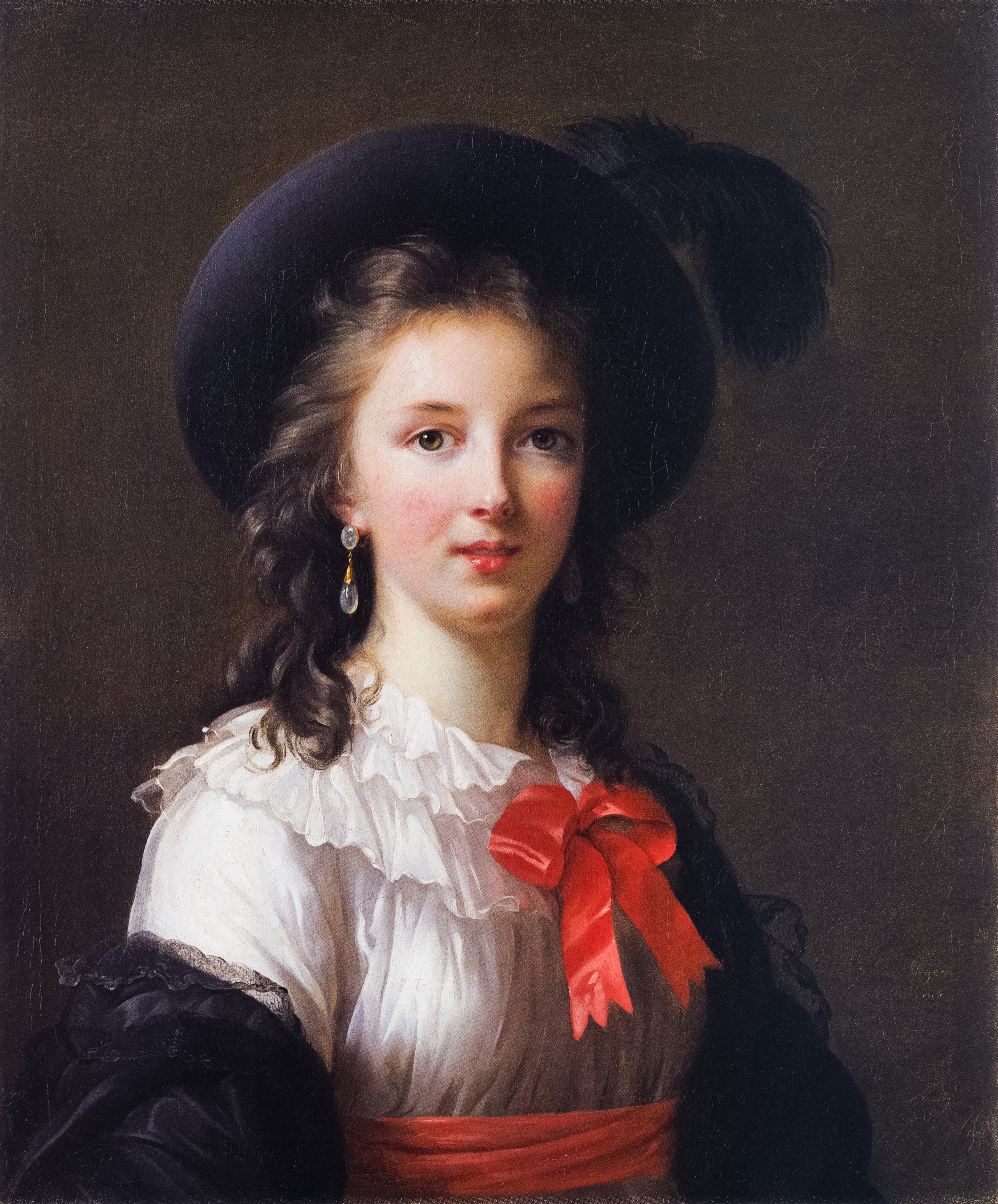
Autoportrait de Élisabeth Vigée Le Brun (1755-1842).

En 1710, l’Académie émit une résolution, non suivie, de ne plus admettre de femmes. Les exceptions à cette règle sont pour certaines des peintres étrangères célèbres à qui l'on souhaite rendre hommage durant leur passage à Paris. Rosalba Carriera, peintre italienne qui lança la mode du pastel lors de son séjour parisien, est admise en 1720. Elle préféra cependant retourner à Venise après moins de deux ans en France. La Néerlandaise Margareta Haverman est admise en 1722 et la prussienne Anna Dorothea Therbusch en 1769. Alors qu'Haverman est expulsée de l'Académie en 1723 pour soupçon de triche, Therbusch quitte la France moins d'un an après son arrivée. 
Quant aux Françaises, quelques-unes parviendront à enfreindre cette interdiction. Marie-Thérèse Reboul est admise en 1754. Elle épousera son professeur à l'Académie, Joseph-Marie Vien, quelques années plus tard. Marie-Suzanne Roslin, épouse d'académicien pratiquant elle-même le pastel, profita probablement de son statut pour contourner la règle en janvier 1770. Quelques mois seulement après la réception de Roslin, Anne Vallayer-Coster devient à son tour académicienne avec l'appui de la nouvelle Dauphine Marie-Antoinette.
Le 31 mai 1783, dans la même séance où elle recevait Adélaïde Labille-Guiard et Élisabeth Vigée Le Brun, l'Académie fixa le nombre des académiciennes à quatre, même si ces dernières n'ont pas accès aux cours de dessin d'après modèle vivant nu. À la veille de la Révolution, il s'agit d'Adélaïde Labille-Guiard, Élisabeth Vigée-Lebrun, Anne Vallayer-Coster et Marie-Suzanne Roslin.
Des artistes exerçaient également hors de l'Académie. Des peintres itinérantes voyagent notamment à travers la France et l'Europe pour satisfaire une clientèle variée. Les portraitistes Marianne Loir et Françoise Duparc en sont les plus fameuses. Ces dernières, privées des honneurs de l'Académie parisienne, sont toutes deux récompensées pour leur talent par leur réception en 1762 et 1776 à l'Académie de Marseille. Jeanne Doucet de Surigny, née Glaessner (1762-1823) est une miniaturiste réputée.  
L'Académie cantonnait en général les femmes aux sujets les moins prestigieux : le foyer, les enfants, l’intimité familiale, les fleurs, et plus rarement, le portrait. Si leur réputation croissait au-delà d'un succès modeste, le public s’attachait davantage aux scandales réels ou imaginaires de leur vie privée, ou aux intrigues politiques et religieuses qui entouraient leur carrière.
À la fin de l'Ancien Régime, Élisabeth Vigée Le Brun, célèbre portraitiste de l'aristocratie française, souffrit d’une réputation imméritée de femme facile à qui l’on prêtait tous les amants possibles alors que, selon ses dires, elle devait fréquemment refuser les commandes de portraits que lui faisaient les galants dans le seul but de la rencontrer. La Révolution française affecta fortement sa carrière. Elle émigra et revint en France à la suite de sa clientèle ; dans ses mémoires publiés en 1835, elle écrira « Les femmes régnaient alors, la Révolution les a détrônées ».

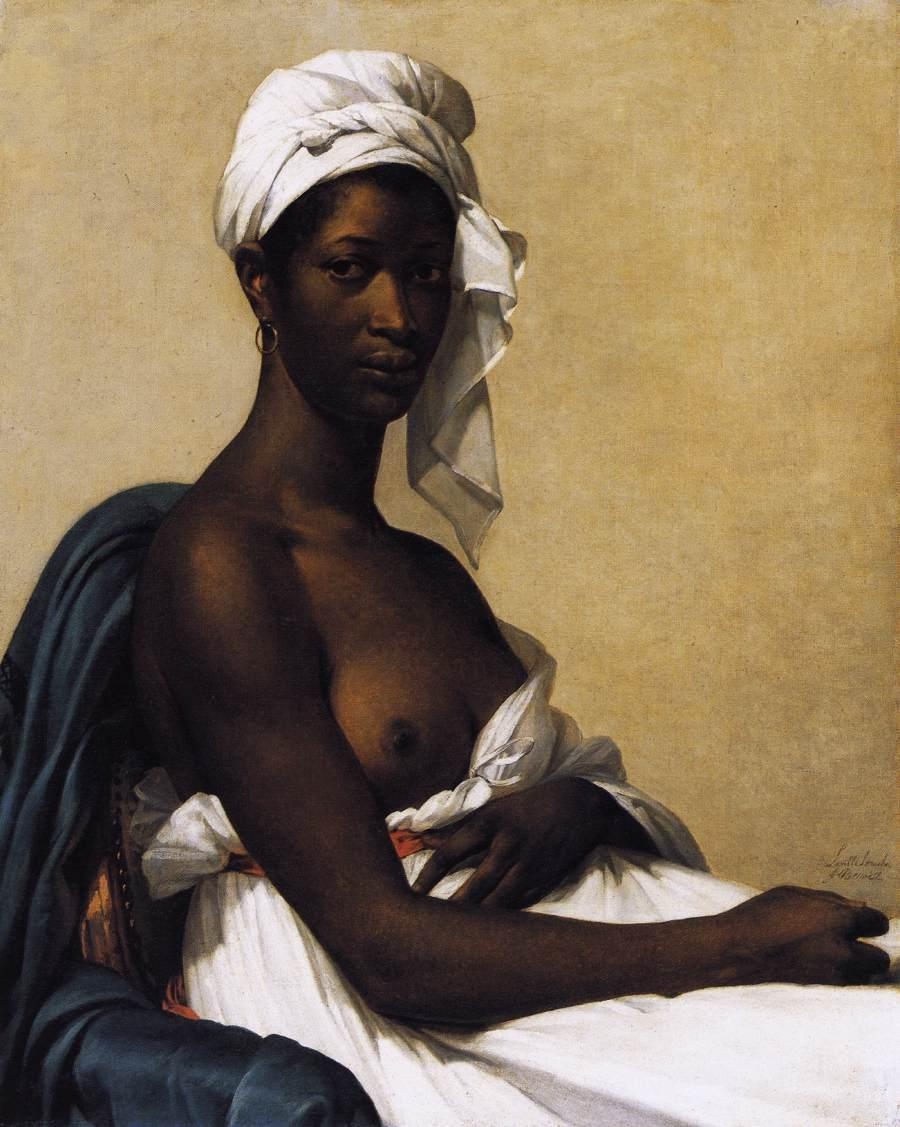
Tableau de Marie-Guillemine Benoist réalisé en 1800, renommé plus tard Portrait de Madeleine.

Entre 1770 et 1804, plus de soixante portraits ou autoportraits de femmes peintres à leur travail figurent dans les différents salons. Cette ambition affichée a fait parler de « l'âge d'or de la peinture des femmes ». Le milieu artistique ne les a cependant pas reçues sans résistance, comme en témoigne Diderot à propos de Madame Therbusch au Salon de 1767.
Napoléon Ier établit dans la loi l'idéologie familialiste qui exclut les femmes des professions. Marie-Guillemine Benoist, élève de Vigée-Lebrun et de Jacques-Louis David, dont le tableau Portrait d'une négresse, réalisé à la fin de la Révolution, est considéré comme un manifeste de l’émancipation des femmes et des esclaves, doit abandonner sa carrière lorsque son mari obtient un poste de ministre sous la Restauration.

## XIXesiècle
Au XIXe siècle en France, les institutions referment leurs portes aux femmes peintres. L’Académie des beaux-arts leur est interdite, de même qu’il leur faut une dispense pour passer un baccalauréat ou entrer dans une université. La femme est cantonnée au rôle de modèle ou d'épouse, de mère ou de gouvernante d'artiste. Les miniatures de Marie-Anne Fragonard seront attribuées à son mari Jean-Honoré Fragonard, malgré l'avertissement de Bellier de La Chavignerie et contribueront à sa réévaluation.

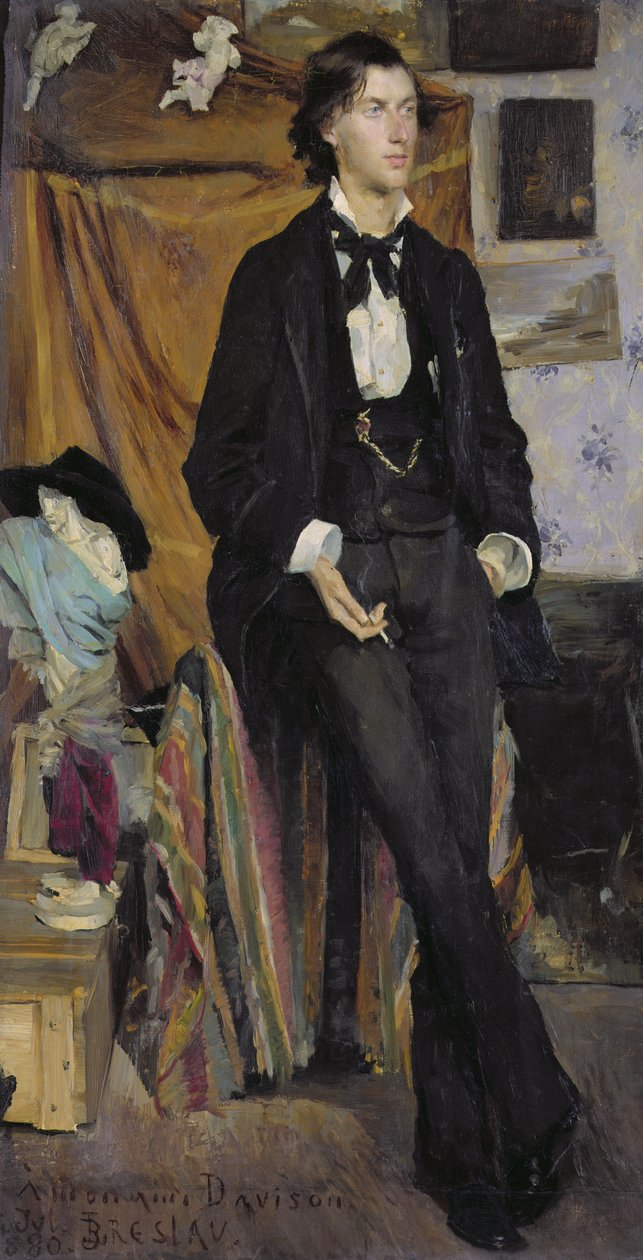
Le Portrait de Henry Davison (1880) de Louise Catherine Breslau, musée d'Orsay.

Du fait de cette fermeture, il est difficile d'estimer le nombre des femmes exerçant l'activité professionnelle d'artiste peintre au XIXe siècle. Les sources ne mentionnent que les artistes les plus reconnus, et les hommes sont peu enclins à reconnaître le talent des femmes, ce qui les décourage de consacrer beaucoup de moyens à une œuvre qui les ferait remarquer. De la Révolution à 1863, tous les artistes peuvent présenter sans condition des œuvres aux Salons annuels ; cependant de plus en plus d'artistes font leur carrière hors du Salon. La peinture d'histoire reste la voie vers la reconnaissance, mais les femmes préfèrent le plus souvent se cantonner à des « sujets féminins », peinture de fleurs, portraits, miniatures, qui trouvent un débouché dans la clientèle bourgeoise. Elles accèdent ainsi à une notoriété qui leur assure l'aisance, mais pas à la reconnaissance qui les placera dans l'histoire de l'art. La proportion de femmes dans les exposants du Salon passe d'un peu plus d'une sur vingt en 1791 plus d'une sur cinq en 1835 ; leur présence est encouragée dans les sections moins prestigieuses d'arts décoratifs, comme en témoignent les médailles et mentions qu'elles reçoivent.

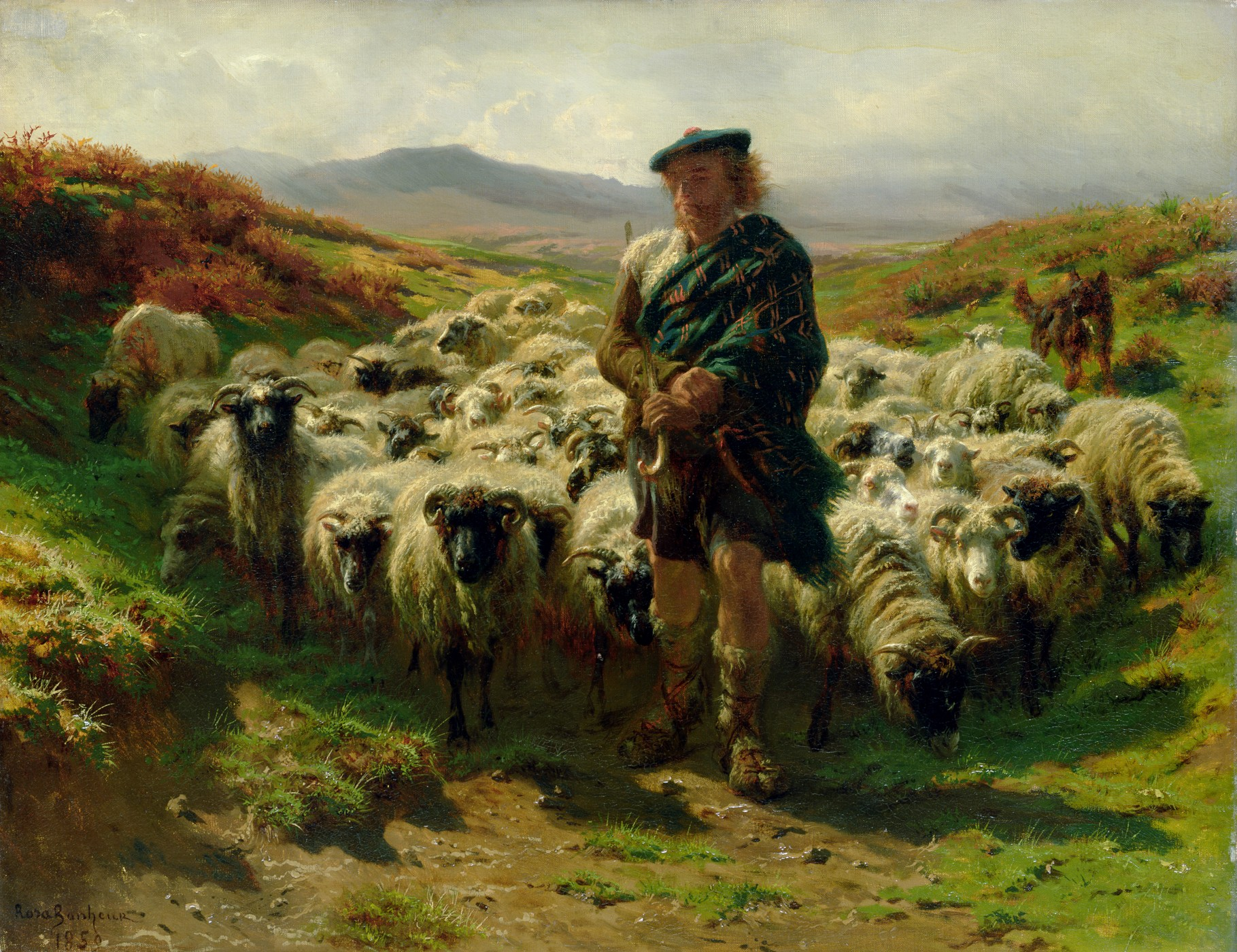
Rosa Bonheur : Berger écossais, s.d. (Kunsthalle Hambourg).

Des artistes assez reconnues pour avoir présenté leurs œuvres au Salon, comme Madame Cavé ou Marie-Amélie Cogniet, sœur de Léon Cogniet, enseignent le dessin et la peinture pour les jeunes filles, interdites dans les ateliers où l'on dessine des hommes nus. « On ne s'imagine pas tout ce que notre sexe peut faire », écrit Madame Cavé ; mais « quand une femme voudra viser à la grande peinture et monter à l'échelle, oh! alors elle sera perdue, perdue comme peintre, perdue comme femme (…) ».
Rosa Bonheur (1822-1899), fille du peintre bordelais Raymond Bonheur, manifeste tôt des dons pour la peinture, dont elle se sert, avec son père, pour nourrir ses frères et sœurs quand la famille se trouve en difficulté à Paris après la mort de sa mère. Adolescente, elle parcourt la campagne et dessine les animaux. La peinture animalière devient sa spécialité. Elle évite ainsi la compétition avec les hommes au Salon et pour les commandes officielles ; mais elle en reçoit cependant, du Muséum d'histoire naturelle. Sa clientèle est internationale. « on peut la traiter en homme. La peinture n'est pas pour elle une variété de broderie au petit point » écrit d'elle Théophile Gautier en 1855. Rosa Bonheur, proposée pour la Légion d'honneur dès 1853 après le succès de son Marché aux chevaux, sera la première femme artiste à être nommée Chevalier en 1865 et la première femme nommée Grand-Croix de la Légion d'honneur (1894).

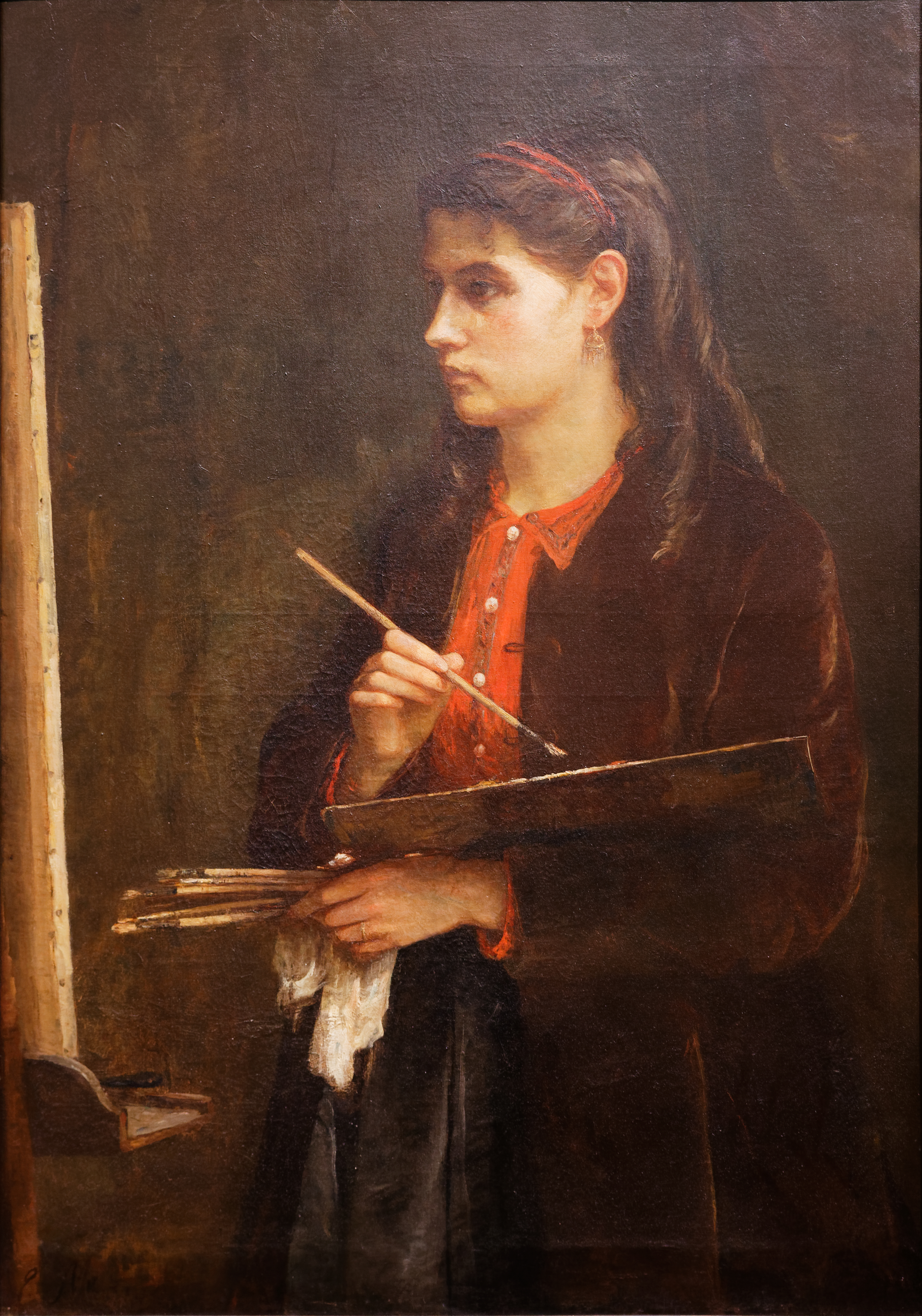
Portrait de Berthe Morisot par sa sœur Edma.

Berthe Morisot (1841-1895) est une des rares femmes impressionnistes du XIXe siècle. Elle participa en 1874 à la première exposition impressionniste et exposa ensuite régulièrement avec ce groupe. D’abord influencée par Édouard Manet, pour qui elle pose, qu'elle intéresse à la peinture de plein air et dont elle épouse le frère Eugène, elle trouve ensuite une thématique personnelle, tranquille et intimiste, dans un style caractérisé par une touche large et des formes vagues évoluant vers plus de modelé après 1889, sans doute sous l'influence de Renoir.
Eva Gonzalès fréquente les mêmes cercles, sans atteindre à la même notoriété.
L'Académie Julian s'ouvre comme un atelier mixe, fréquenté surtout par des Américaines et des Anglaises qui peuvent y pratiquer le dessin d'après le modèle vivant nu qui leur est interdit dans leur pays d'origine. Rodolphe Julian ouvre vers 1875 une classe exclusivement féminine pour faciliter l'accès des femmes à un enseignement sur le modèle de celui l'École des beaux-arts, réservé aux hommes. Cette académie et celle de Colarossi formeront de nombreuses femmes de talent, tandis que d'autres suivent l'enseignement de peintres connus pour leur succès au Salon. 
L'Ukrainienne Marie Bashkirtseff et l'Allemande Louise Catherine Breslau (1856-1927), compagne de l'artiste française Madeleine Zillhardt, elle-même sœur de la peintre Jenny Zillhardt, toutes élèves de l'Académie Julian, accèdent à la popularité dans le monde de l'art.
L'Américaine Mary Cassatt se forme à Paris entre 1865 et 1874 auprès du plus célèbre peintre des Beaux-arts de Paris, Gerôme. Elle possède un dessin précis et assuré comme Edgar Degas dont elle deviendra amie. L’histoire de l’art retient Mary Cassatt comme une personnalité périphérique au groupe impressionniste bien qu'elle appartienne, par son âge, à la génération qui succède à l’impressionnisme, contemporaine de Toulouse-Lautrec, Gauguin ou Vuillard.

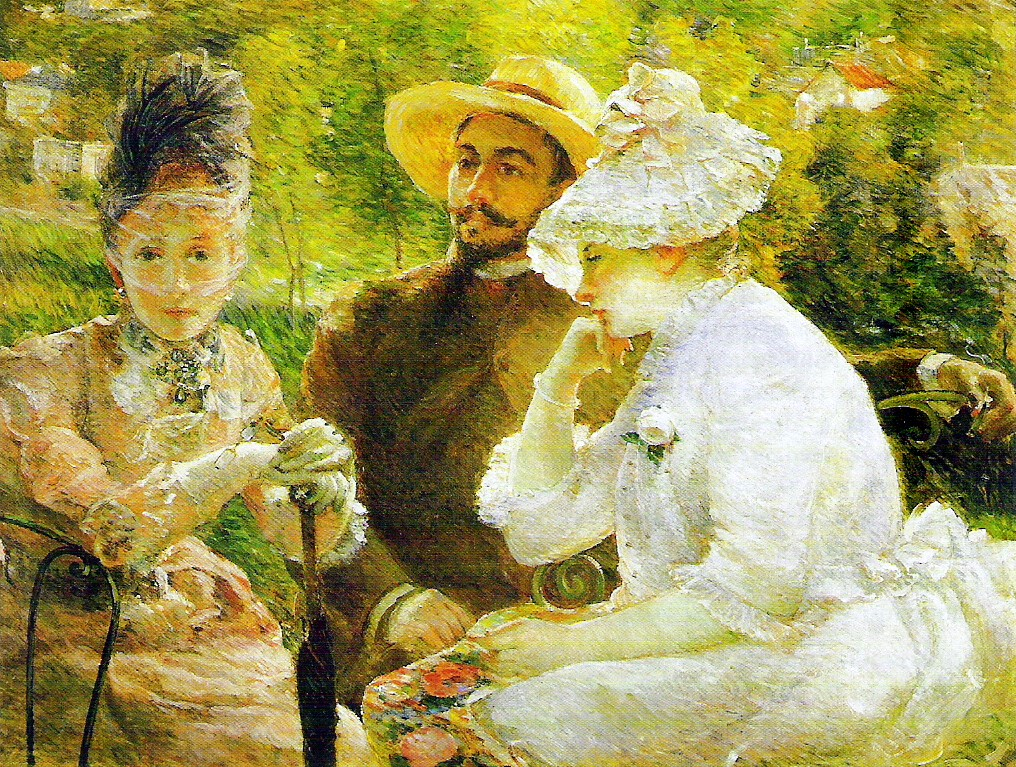
Marie Bracquemond : Sur la terrasse à Sèvres.

Des critiques importants de l'époque, Gustave Geffroy, Philippe Burty et par des peintres comme Edgar Degas, Alfred Sisley, Édouard Manet reconnaissent le talent de Marie Bracquemond épouse de Félix Bracquemond, graveur, mais il est bien difficile d'accéder à son œuvre que l'on ne montre que dans de rares exposition de femmes peintres, la plupart étant la propriété de collectionneur privés, les musées de l'époque n'ayant pas eu le flair d'en acheter une partie, à l'exception du Petit Palais de Paris et du Musée du Petit Palais de Genève.
Marie Petiet est fille, nièce, sœur, femme de peintres, son mari n'était pas moins que ministre des beaux-Arts, fait une carrière abrégée par sa mort prématurée à 39 ans. Jeanne Baudot est l'unique élève d'Auguste Renoir. Elle expose notamment au Salon des Indépendants en 1906, au Salon d'automne ainsi qu'aux Tuileries. Son œuvre de peintre est consacrée essentiellement au portrait, au paysage ou à la nature morte. L'artiste britannique Edith Hume est mariée à un artiste peintre et son frère Henry Treffry Dunn (en) est l'assistant du peintre préraphaélite Dante Gabriel Rossetti.
En 1881, la sculptrice Hélène Bertaux fonde à Paris l’Union des femmes peintres et sculpteurs.

## XXesiècle
Les femmes ne sont admises à l'École nationale supérieure des beaux-arts de Paris qu'à partir de 1897, et avec de nombreuses restrictions : elles n'ont droit qu'aux modèles vêtus et passent des concours différents des hommes. Ce n'est qu'en 1900 que les Beaux-Arts de Paris acceptent les élèves féminines sans restrictions.
La première femme à parvenir à l'étape finale du concours du prix de Rome est Marcelle Rondenay en 1905, et c'est Fernande Cormier qui est la première à y recevoir un prix (un « premier second grand prix » en 1919), suivie de Renée Jullien (idem, en 1923). La première femme lauréate du prix de Rome de peinture fut Odette Pauvert en 1925, suivie par Madeleine Lavanture en 1938. Madeleine Leroux obtient un second grand Prix en 1927, suivie d'Irène Kalebdjian en 1930, et Alice Richter en 1933 et en 1939. Après-guerre, le Grand Prix de Rome de peinture récompense Éliane Beaupuy-Manciet en 1947, Françoise Boudet en 1950, et Arlette Budy en 1959. 
Il faut attendre la seconde moitié du XXe siècle, pour voir les femmes se dédier à la peinture en abordant tous les sujets (ou formes) sans que cela fasse scandale. Il faut citer Suzanne Valadon, Saloua Raouda Choucair, Hermine David, María Blanchard, Marie Laurencin, Maria Helena Vieira da Silva, Frida Kahlo, Tamara de Lempicka, Paula Modersohn-Becker, Judit Reigl, Maruja Mallo, Marie-Thérèse Auffray, etc.
Les femmes peintres restent cependant encore parfois dévalorisées. On les voit comme l'épouse de, la mère de, la sœur de, la maîtresse de, etc., avant d’être considérées comme artistes. Ainsi, Suzanne Valadon est d’abord vue comme la mère d’Utrillo ; on ne s’intéresse qu’en second lieu à ses œuvres,. Sonia Delaunay est d’abord l’épouse de Robert Delaunay « Le couple Delaunay est assez traditionnel. L’homme théorise l’art abstrait, et se considère comme son initiateur en France, tandis que l’épouse reste dans l’ombre, se contentant de faire bouillir la marmite… Sonia Delaunay reste derrière son mari ». De même on parle des frères Duchamp en oubliant leur sœur Suzanne qui a pourtant influencé son mari Jean-Joseph Crotti. Lee Krasner est « longtemps éclipsée par la personnalité et l'œuvre de son mari », Jackson Pollock. Au sein du mouvement de la Jeune Peinture, Simone Dat demeure surtout perçue comme épouse de Paul Rebeyrolle.

## XXIesiècle
Depuis le dernier quart du XXe siècle, la différence hommes-femmes tend à se réduire dans le milieu de la peinture.
Si les artistes contemporains les plus cotés restent des hommes, le nombre d'hommes et femmes peintres inscrits à La Maison des artistes est équilibré. Portée, en France, par les représentantes d'une nouvelle génération d'artistes que sont Lydie Arickx ou Valérie Favre, la femme peintre a acquis sa reconnaissance, même si cela passe parfois par une catégorisation qui peut aussi être une forme de ghetto. En témoignent, par exemple, les dossiers que leur consacrent les revues d'art.

## Réévaluation de la contribution des femmes peintres

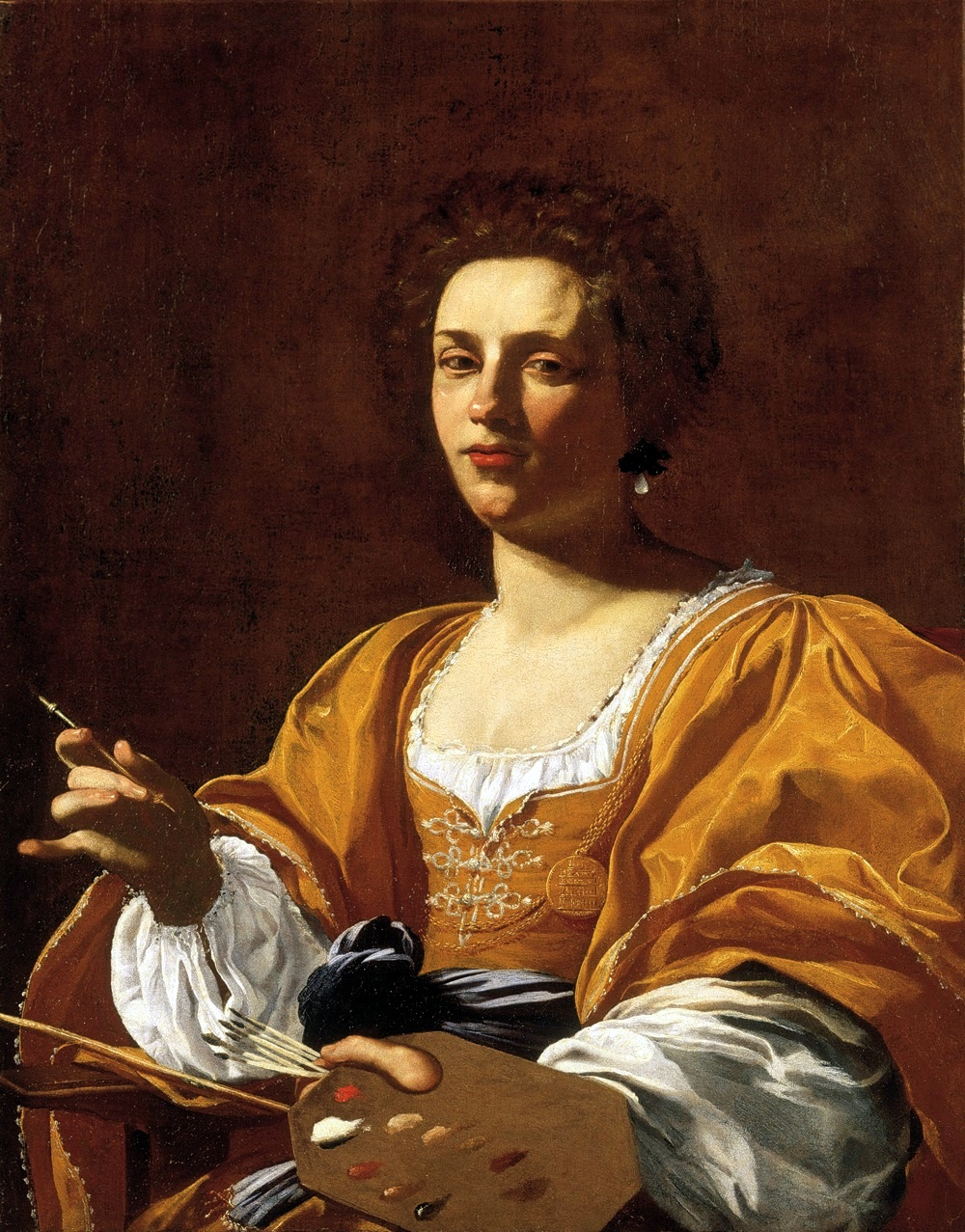
Portrait d'Artemisia Gentileschi par Simon Vouet.

La postérité n'a retenu presque aucune femme peintre, et leurs noms sont rares dans les grandes collections. À partir des années 1970, la recherche universitaire entame une remise en perspective de la contribution des femmes dans l'art et dans la peinture.
La peinture du XVIe siècle et du XVIIe siècle est souvent dépourvue de signature. On compte sur les archives pour les attribuer à des artistes ; les inventaires reflètent souvent les connaissances imparfaites des anciens intendants des collections. Des études modernes, fondées sur l'expertise stylistique, réattribuent de nombreuses peintures.
Artemisia Gentileschi est redécouverte au milieu du XXe siècle.
Plusieurs œuvres conservées au Musée du Prado à Madrid attribuées dans des inventaires datant du XVIIe siècle à des hommes le sont désormais à Sofonisba Anguissola, dont le portrait d'Anne d'Autriche anciennement attribué à Gregorio Hernandez ou à une école flamande, le Portrait de Philippe II anciennement attribué à Pantoja . La "femme à la fourrure" v(1591) de la Burrell Collection de Glasgow, longtemps attribué au Greco lui a été attribuée puis récemment retirée au profit de Sanchez Coello . Des œuvres du Titien, Zurbarán, Moro, Bronzino, Van Dyck ou quelquefois Leonard de Vinci, Le Greco ou de Claudio Coello lui sont réattribuées[réf. souhaitée].

### Lexique
Selon le Littré d'avant 2019, la forme féminine pour les artistes peintres n'est pas fixée : on dit une femme peintre, une artiste peintre, une peintre ou une peintresse ; il donne des exemples par Calvin en 1512 ou Théodore Rousseau en 1763. Peintresse existait (cité d'après Brunot t. IV, 2e partie, p. 669) et selon l'Académie française a été utilisé au sens de femme peintre du XVIe siècle au XVIIIe siècle.